# Grant Sherfield
Grant Payne Sherfield (Wichita, 29 ottobre 1999) è un cestista statunitense.